# Parque marino de la Gran Barrera de Coral
El parque marino de la Gran Barrera de Coral protege una gran parte de la Gran Barrera de Coral de Australia de las actividades perjudiciales. La pesca y la remoción de los objetos; la vida silvestre (peces, corales, conchas, etc.) está estrictamente regulada, y el tráfico marítimo comercial debe atenerse a ciertas rutas específicas de envío definidas que eviten las zonas más sensibles del parque. La Gran Barrera de Coral es el mayor grupo a nivel mundial de corales y otras formas de vida marina exótica.
Los administradores del parque son los miembros pertenecientes a la "Autoridad del Parque Marino de la Gran Barrera de Coral" (GBRMPA). Ellos expiden permisos para diversas formas de uso del parque marino, y el uso del monitor en el parque para garantizar el cumplimiento de la administración del parque. El GBRMPA está financiado por el Commonwealth Government Appropriations (en español, Gobierno de Apropiaciones del Commonwealth), que incluye un cargo de gestión medioambiental gravando a los pasajeros con permisos. En la actualidad el precio es de $5.50 dólares australianos por día y por persona (hasta un máximo de 16,50 dólares por viaje).

## Geografía
El parque se encuentra al este de la costa continental de Queensland, comenzando en el norte en cabo York. Su límite norte es el círculo de la latitud 10°41′ S (que corre de este hasta el borde oriental de la Gran Barrera de Coral a 145°19′33″ E), abarcando de este modo las deshabitadas islas del Estrecho de Torres que están al este del cabo de York, al sur de 10°41′ S y el norte de 11°0′ S. La mayor de las islas son la isla de Albany (o Pabaju) con 5,9 km², isla Cabeza de Tortuga con  12,8 km² y la isla Trochus con  2,2 km². Otras islas son isla Mai con 0,25 km², isla Bush con  0,20 km², islote Árbol con  0,01 km², isla Brewis con  0,05 km² y unos pocos islotes sin nombre.

## Historia

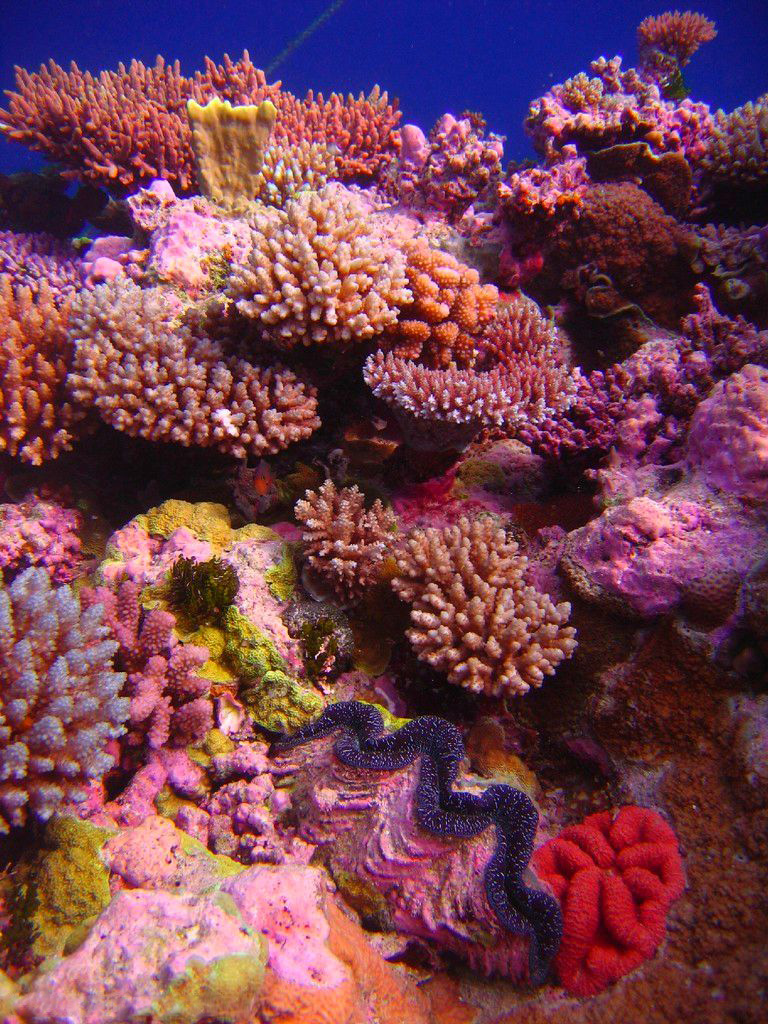
Jardín de corales.

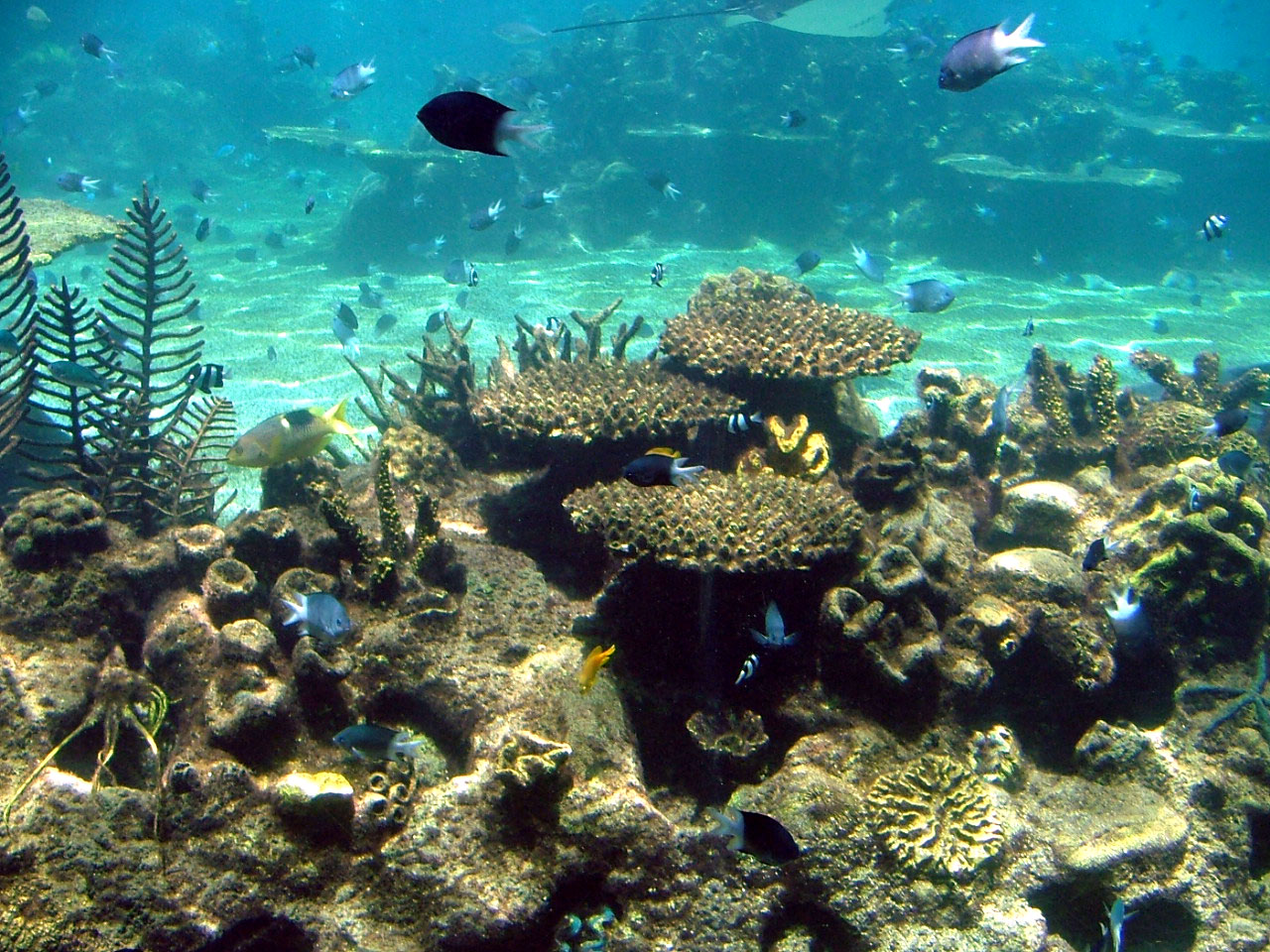
Vida coral en Australia.

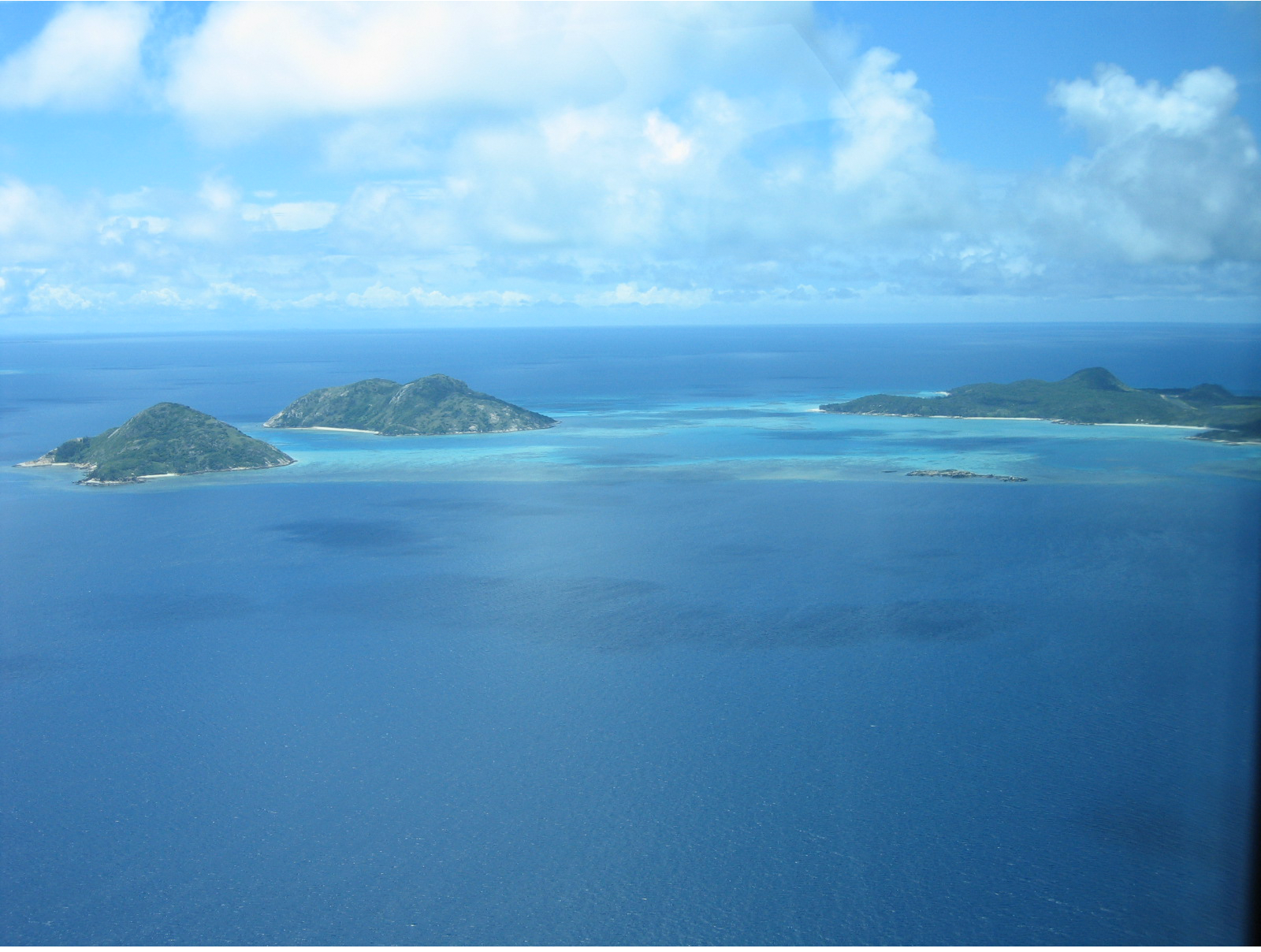
La Barrera de Coral desde una vista aérea.

En 1975, el Gobierno de Australia promulgó en un Acta el Parque Marino de la Gran Barrera de Coral y creó la Autoridad del Parque Marino de la Gran Barrera de Coral (GBRMPA), definiendo en la misma los actos que se encuentran prohibidos en el arrecife. El Gobierno de Australia también ha reconocido la importancia ecológica de este Parque, por su inclusión en el plan nacional de acción sobre biodiversidad. El Gobierno de Australia administra el arrecife a través de la Autoridad del Parque Marino de la Gran Barrera de Coral y en colaboración con el Gobierno de Queensland, a asegurarse de que es ampliamente conocido y utilizado de manera sostenible. Una combinación de planes de gestión, zonificación, permisos, la educación y los incentivos (por ejemplo, el ecoturismo certificado) se utilizan en el esfuerzo por conservar la Gran Barrera de Coral.
Como muchas especies de la Gran Barrera de Coral son migratorias, muchas organizaciones internacionales, nacionales y convenios interestatales o piezas de legislación debe tener en cuenta las estrategias que se realizan para la conservación.
Algunos convenios internacionales que el Parque Marino de la Gran Barrera de Coral debe seguir son los siguientes: el Convenio de Bonn, la Convención de Ramsar (para el Parque nacional Bahía Bowling Green), la CITES, JAMBA (Acuerdo de Aves Migratorias de Japón y Australia) y CAMBA (idéntico acuerdo, pero con China y Australia). Algunas legislaciones nacionales que el Parque debe seguir son las siguientes: Acta de 1975  del Parque Marino de la Gran Barrera de Coral, de Protección de Medio Ambiente y Conservación de la Biodiversidad de 1999; la Estrategia Nacional para el Desarrollo Ecológicamente Sostenible; la Estrategia Nacional para la Conservación de la Diversidad Biológica de Australia; la Política Oceánica de Australia; Estrategia Nacional para la conservación de las especies australianas y las comunidades amenazadas con la extinción. Algunas legislaciones establecidas que el Parque debe seguir son: Conservación de la Naturaleza de 1992, los Parques Marinos de 1982, la Ley de Pesca de 1994, El Reglamento de Conservación de la Naturaleza de Queensland (Wildlife) de 1994.
Por ejemplo, el Gobierno de Queensland ha aprobado un plan que está tratando de regular la pesca. El "Plan de Administración de Redes Barredoras de la Costa Este" de 1999 encaminada a regular la pesca de arrastre mediante la limitación de los tiempos en que se permite dicha pesca y la restricción de los equipos de pesca utilizados. "Pesca (Arrecifes de Coral de Pesca de Aleta de Pez) Plan de Gestión 2003" destinadas a reducir la captura comercial anual a niveles de 1996, impidiendo la pesca cuando los peces están desovando y el aumento del tamaño mínimo legal de los peces.
La Gran Barrera de Coral fue seleccionada como Patrimonio de la Humanidad en 1981. Hasta 1999, había cuatro zonas principales en el Parque Marino de la Gran Barrera de Coral. Eran las secciones del "Lejano Norte", "Cairns", "Central" y "Mackay/Capricornio". Estas secciones de zonificación se crearon entre 1983-1987. Otra sección, el "Gumoo Woojabuddee" fue declarada en 1998. Cada sección tiene su propio plan de zonificación. El Plan de Zona de 2003 del Parque Marino de la Gran Barrera de Coral ha superado todos los planes de zonificación anteriores, entrando en vigor el 1 de julio de 2004.
En julio de 2004, un nuevo plan de zonificación se puso en práctica para el Parque Marino completo, y ha sido ampliamente aclamado como un punto de referencia global para la conservación de los ecosistemas marinos. El cambio de zonificación se basa en la aplicación de técnicas sistemáticas de planificación de la conservación, usando el software MARXAN. El 1 de julio de 2004, el Parque Marino de la Gran Barrera de Coral se convirtió en la mayor área marina protegida en el mundo cuando el Gobierno de Australia aumentó las zonas protegidas de las actividades extractivas (como la pesca) del 4,6% al 33,3% del parque. A partir de 2006, el Monumento Nacional marino de Papahānaumokuākea perteneciente a Hawái es la mayor área marina protegida del mundo. El comité de gestión se inspiró en las estrategias de gestión de la Autoridad del Parque Marino de la Gran Barrera de Coral.
El método actual de zonificación que se llama el "Programa de Áreas Representativas", que elige "típicas zonas del Parque Marino de la Gran Barrera de Coral. Pudiéndose proteger entonces por medio de "zonas verdes" (zonas de veda). La Gran Barrera de Coral, como Patrimonio de la Humanidad, se ha dividido en 70 biorregiones, de las cuales 30 son biorregiones de arrecifes y 40 biorregiones que no son arrecifes.
En 2006, se inició el estudio del Parque Marino de la Gran Barrera de Coral con el Acta de 1975. Algunas de las recomendaciones de la revisión es que no debe haber más cambios de zonificación del plan hasta el año 2013, y que cada cinco años, una revista de informe sobre las perspectivas deben ser publicados, el examen de la salud de la Gran Barrera de Coral, la gestión de los arrecifes, y presiones ambientales.
A principios de 2007, el GBRMPA fue uno de los tres nominados para el Premio Destino Mundial de Viajes y Concejo de Turismo por los "Tomorrow Awards" (Premios del Mañana).
El 3 de abril de 2010, el "Neng Shen 1", un barco carguero chino con 950 toneladas de petróleo encalló, causando en Gran Barrera de Coral un derrame de petróleo.